# Castello Lukeba
Junior Castello Lukeba (ur. 17 grudnia 2002 w Lyonie) – francuski piłkarz występujący na pozycji obrońcy w niemieckim klubie RB Lipsk oraz reprezentacji Francji (również U-21). Uczestnik Mistrzostw Europy U-21 2023.

## Statystyki

### Klubowe
Na podstawie:
| Klub             | Sezonów | Liga                   | Liga  | Liga   | Puchar krajowy | Puchar krajowy | Kontynentalne | Kontynentalne | Suma  | Suma   |
| Klub             | Sezonów | Liga                   | Mecze | Bramki | Mecze          | Bramki         | Mecze         | Bramki        | Mecze | Bramki |
| ---------------- | ------- | ---------------------- | ----- | ------ | -------------- | -------------- | ------------- | ------------- | ----- | ------ |
| Olympique Lyon B | 2       | Championnat National 2 | 9     | 0      | 0              | 0              | –             | –             | 9     | 0      |
| Olympique Lyon   | 3       | Ligue 1                | 58    | 4      | 4              | 0              | 6             | 0             | 68    | 4      |
| RB Lipsk         | 1       | Bundesliga             | 10    | 1      | 2              | 0              | 4             | 0             | 16    | 1      |
|                  | Łącznie | Łącznie                | 77    | 5      | 6              | 0              | 10            | 0             | 93    | 5      |

### Reprezentacyjne
Na podstawie:
| Występy i gole w reprezentacji | Występy i gole w reprezentacji | Występy i gole w reprezentacji | Występy i gole w reprezentacji | Występy i gole w reprezentacji | Występy i gole w reprezentacji | Występy i gole w reprezentacji | Występy i gole w reprezentacji | Występy i gole w reprezentacji |
| Lp.                            | Data                           | Miasto                         | Przeciwnik                     | Wynik                          | Czas                           | Gole                           | Inne                           | Rozgrywki                      |
| ------------------------------ | ------------------------------ | ------------------------------ | ------------------------------ | ------------------------------ | ------------------------------ | ------------------------------ | ------------------------------ | ------------------------------ |
| 1.                             | 17.10.2023                     | Villeneuve-d'Ascq              | Szkocja                        | 4:1 (3:1)                      | 87'–90'                        |                                |                                | mecz towarzyski                |

## Sukcesy
Na podstawie:

### Klubowe
Z RB Lipsk:
- Superpuchar Niemiec 2023